# Jože Brojan
Jože Brojan, slovenski pesnik in pisatelj, * 24. oktober 1950, Loka pri Mengšu, † 23. oktober 2017.

## Življenje
Jože Brojan se je rodil 24. oktobra 1950 v Loki pri Mengšu, kjer je tudi živel s svojo družino. Poleg službe, ki jo je opravljal na Letališču Jožeta Pučnika, je pisal pesmi in realistično prozo za otroke. Izšlo je osem njegovih del za otroke.
Prvo pesem je napisal leta 1978. Leta 1989 je izšla prva zbirka otroških pesmi z naslovom Počitnice, ki so bile zvečine namenjene otrokom, nato so ji sledile: Moji prijatelji (1990), Sonček kliče (1992), Modre sanje(1996) in Snežinke plešejo (2003). Izšlo pa je tudi pet njegovih proznih del: Dom na griču (1998), Deček z druge strani potoka (2000), Šel je sanjam naproti (2005), Navihanček s črnimi lasmi (2011), Dedkove solze (2012) in Narobe svet v deželi narobe (2013.
V novembru 2009 je pripravil in uredil tudi monografijo o frančiškanu in slikarju Janku Testenu iz Loke pri Mengšu, ki jo je izdalo Kulturno društvo Antona Lobode. Napisal je tudi preko 200 besedil za narodnozabavne ansamble. Pisal je v občinsko glasilo Mengšan in tednik Družina. Ustvarjal je tudi kroniko domačega kraja.
Umrl je 23. oktobra 2017, dan pred svojim 67. rojstnim dnevom.

## Pesmi in realistična proza
Jože Brojan je pisal otroško in mladinsko književnost. Med njegovimi pesmimi najdemo uspavanke - Izgubljene copatke, pastirske pesmi - Pastirček, rajalne pesmi - Pustni dan in rimanice - Mamica, Za koga sonce sije. Slog njegovega pisanja je enostaven Veseli dimnikar , razumljiv Deček z druge strani potoka in blizu otroškemu doživljajskemu svetu Hi konjiček, hi. V proznih delih (npr. Šel je sanjam naproti) je pogosta tema družinsko življenje na podeželju s poudarkom na krščanskih vrednotah. Tematika je vzeta iz domačega, vaškega okolja.

## Dela
Pesniške zbirke
- Počitnice (1989)
- Moji prijatelji (1990)
- Sonček kliče (1992)
- Modre sanje (1996)
- Snežinke plešejo (2003)

Realistična proza
- Dom na griču (1998)
- Deček z druge strani potoka (2000)
- Šel je sanjam naproti (2005)
- Navihanček s črnimi lasmi (2011)
- Dedkove solze (2012)

Zbirke pravljic
- Narobe svet v deželi narobe (2013)
- Čokoladne sanje malega Jakoba (2014)

Zgodovinske knjige
- Loka pri Mengšu v objemu časa (2013)- skupaj z Natašo Vrhovnik Jerič
- Kjer duša najde svoj mir (2015)

## Vir
- Kulturno društvo Antona Lobode Arhivirano 2009-10-05 na Wayback Machine.